# Уремсола
Уремсо́ла (рос. Уремсола, марій. Уремсола) — присілок у складі Куженерського району Марій Ел, Росія. Входить до складу Токтайбеляцького сільського поселення.

## Населення
Населення — 12 осіб (2010; 21 у 2002).
Національний склад (станом на 2002 рік):
- марійці — 95 %